# Gressino

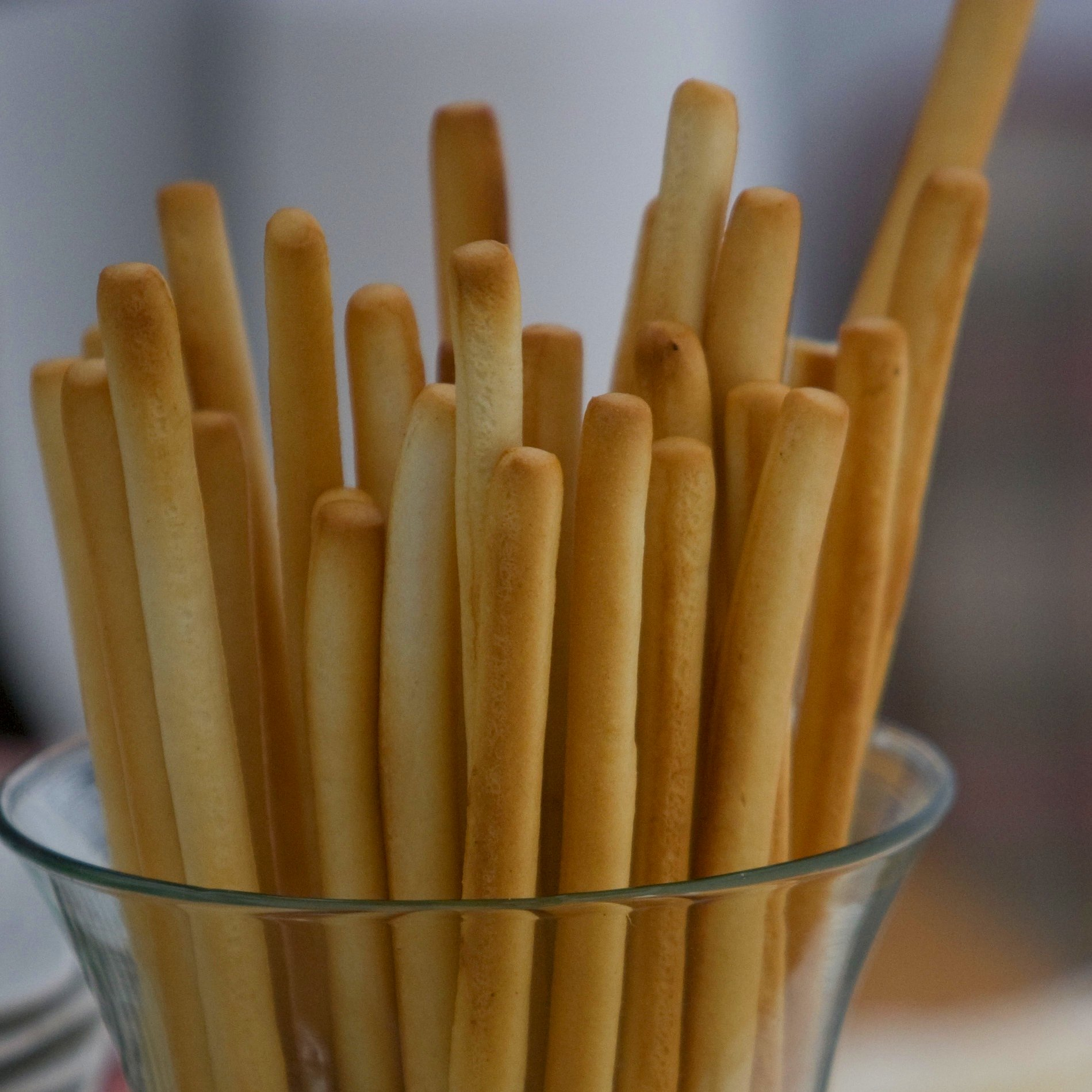
Grissini

Gressinos (do italiano grissino) são pequenos bastões torrados e secos de pão, com o tamanho aproximado de um pincel, e espessura de dedos (de onde vem o nome) ou vários tamanhos e espessuras. É uma receita típica de Turim e da culinária italiana em geral.
Originalmente, acreditava-se que a receita datava do século XIV. Entretanto, a tradição local remonta ao ano de 1679, quando o grissino teria sido criado por um padeiro em Lanzo Torinese (norte da Itália).

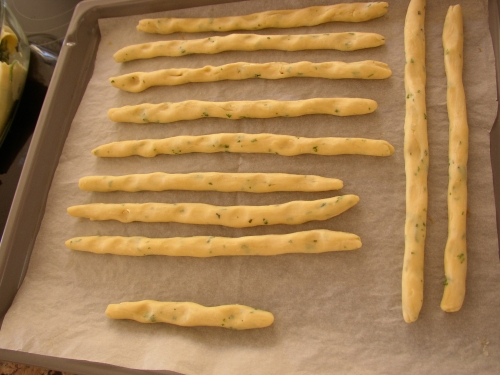
Grissino ainda cru, temperado com ervas

Grissinos podem ser oferecidos na mesa dos restaurantes, durante o couvert, como um aperitivo. Podem ser servidos com patê, manteiga ou ainda carnes como presunto.
As regiões onde o grissino se encontra presente é na América, Europa (principalmente Espanha, Itália e Grécia), Austrália e em algumas partes da Ásia.
Pré-pronto, o grissino seco pode ser comprado em mercados como um tipo de lanche ou entrada de uso doméstico, similar ao cracker.